# Kalanchoe marmorata
Kalanchoe marmorata, известно и като penwiper, е вид цъфтящо растение от семейство Дебелецови (Crassulaceae), родом от Централна и Западна Африка, от Заир до Етиопия, Судан и Сомалия.
Това растение е печелило Наградата за градински заслуги на Кралското градинарско общество.

## Етимология
Латинският специфичен епитет marmorata се отнася до мраморната повърхност на листата.

## Описание
Това е изправено сукулентно многогодишно растение, което расте до 40 см високчина и широчина, с блестящи листа, забелязани с лилаво, и звездно бели, четирицветни цветове, понякога оцветени в розово, през пролетта.

## Отглеждане
Тъй като минималната температура за отглеждане е 12 ° C, в умерените райони се отглежда под стъкло като стайно растение.